# کارلو لنچی
کارلو لنچی (انگلیسی: Carlo Lenci; ۱۵ ژوئیهٔ ۱۹۲۸ – ۱۲ ژوئن ۲۰۰۰) بازیکن فوتبال اهل ایتالیا بود.
از باشگاه‌هایی که در آن بازی کرده‌است می‌توان به باشگاه فوتبال لچه، باشگاه فوتبال یوونتوس، باشگاه فوتبال کرمونزه، باشگاه فوتبال مونتسا، باشگاه فوتبال پیزا، باشگاه فوتبال امپولی، و باشگاه فوتبال اتلتیکو آرتزو اشاره کرد.